# Episodi di Agente speciale (seconda stagione)
La seconda stagione della serie televisiva Agente speciale, composta da 26 episodi, è stata trasmessa in Gran Bretagna dal canale ITV dal 12 maggio 1962 al 22 marzo 1963.
In Italia sono stati trasmessi solo 7 episodi.
Gli episodi sono riportati in ordine di produzione
| n° | Titolo Originale         | Titolo italiano       | Prima TV UK       | Prima TV Italia  |
| -- | ------------------------ | --------------------- | ----------------- | ---------------- |
| 1  | Mission to Montreal      |                       | 12 maggio 1962    |                  |
| 2  | Dead on Course           | Sabotaggio            | 26 maggio 1962    | 21 gennaio 1966  |
| 3  | The Sell-Out             |                       | 9 giugno 1962     |                  |
| 4  | Death Dispatch           |                       | 23 giugno 1962    |                  |
| 5  | Propellant 23            |                       | 21 luglio 1962    |                  |
| 6  | Mr Teddy Bear            |                       | 4 agosto 1962     |                  |
| 7  | The Decapod              |                       | 12 agosto 1962    |                  |
| 8  | Bullseye                 |                       | 20 settembre 1962 |                  |
| 9  | The Removal Men          | Una donna in mare     | 4 ottobre 1962    | 19 agosto 1965   |
| 10 | The Mauritius Penny      |                       | 18 ottobre 1962   |                  |
| 11 | Death of a Great Dane    | Il cane danese        | 1º novembre 1962  | 14.01.1966       |
| 12 | Death on the Rocks       | Operazione diamanti   | 15 novembre 1962  | 10 novembre 1965 |
| 13 | Traitor in Zebra         | La formula segreta    | 29 novembre 1962  | 7 gennaio 1966   |
| 14 | The Big Thinker          |                       | 13 dicembre 1962  |                  |
| 15 | Intercrime               |                       | 29 dicembre 1962  |                  |
| 16 | Warlock                  |                       | 7 gennaio 1963    |                  |
| 17 | Immortal Clay            |                       | 10 gennaio 1963   |                  |
| 18 | Box of Tricks            |                       | 17 gennaio 1963   |                  |
| 19 | The Golden Eggs          |                       | 31 gennaio 1963   |                  |
| 20 | School for Traitors      | Scuola di spie        | 9 febbraio 1963   | 17 dicembre 1965 |
| 21 | The White Dwarf          |                       | 16 febbraio 1963  |                  |
| 22 | Man in the Mirror        | Un uomo allo specchio | 22 febbraio 1963  | 2 settembre 1965 |
| 23 | Conspiracy of Silence    |                       | 1º marzo 1963     |                  |
| 24 | A Chorus of Frogs        |                       | 8 marzo 1963      |                  |
| 25 | Six Hands Across A Table |                       | 15 marzo 1963     |                  |
| 26 | Killer Whale             |                       | 22 marzo 1963     |                  |